# San Michele (Beccafumi)
San Michele è un dipinto a olio su tavola (347x225 cm) di Domenico Beccafumi, databile al 1526-1535 circa e conservato nella chiesa di San Niccolò al Carmine di Siena.

## Storia
Se la prima versione dell'opera fu lasciata non finita e non giunse mai in chiesa, la seconda vi è tuttora conservata. Descritta dal Vasari, fu ammirata da Baldassarre Peruzzi, il quale fu in città fino al 1535, fornendo un importante termine ante quem. Di datazione incerta, oscillante tra il 1526 e il 1535 appunto, era probabilmente dotata di cinque tavolette di predella oggi scomparse. 
Forse ne esiste una idea in disegno (San Michele che appare al Gargano nel Gabinetto dei Disegni e delle Stampe degli Uffizi. 

## Descrizione e stile
Se la prima versione della pala era smaccatamente michelangiolesca, questa seconda prova dell'artista sul tema mostra un chiaro omaggio a Raffaello e alle Stanze Vaticane. Al posto del convulso groviglio di angeli e demoni, Beccafumi sostituì una composizione più ordinata. Al centro campeggia ancora san Michele con la spada levata, il Dio Padre sopra di lui ha adesso una presenza più manifesta e possente, a sottintendere il suo ordine che muove l'angelo guerriero. Gli altri angeli del paradiso poi non compongono più una massa liquida e informe, ma sono seduti ordinatamente in due file semicircolari, come i dotti nella Disputa del Sacramento. 
Michele appare come in procinto di scendere una ripida discesa che lo conduce agli inferi dove, tra i bagliori di fuoco che illuminano due anti simmetrici al di sotto di volte, stanno i dannanti e, più in basso di tutti, il mostro di Lucifero, con faccia canina e corpo di drago. Spiccano gli effetti di controluce, che lasciano in ombra ad esempio Dio Padre e illuminano a chiazze Michele, suggerendo una forte luce alle sue spalle che lo accompagna nel viaggio agli inferi. Si accende infine un fuoco alla base del dipinto, infuocando il demonio e permettendo di distinguerlo. Anche questi effetti appaiono ispirati da Raffaello, da opere come la Liberazione di san Pietro.